# Synoda v Sutri

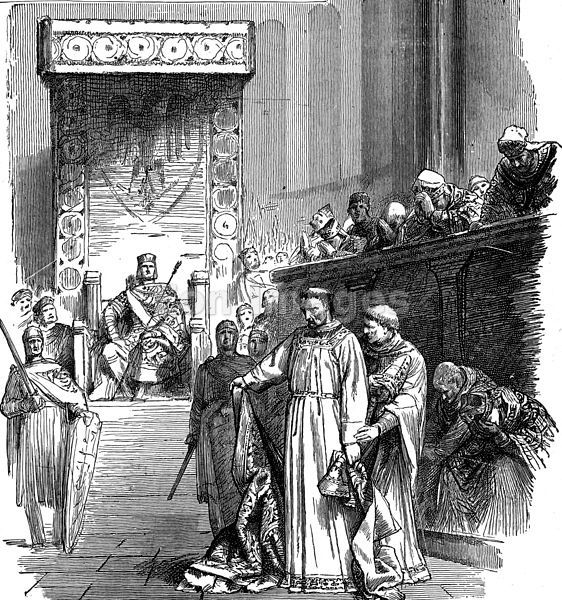
Synoda v Sutri, rok 1046, Jindřich III. přijímá rezignaci tří papežů, Benedikta IX., Silvestra III., a Řehoře VI.

Synoda v Sutri byla zahájena 20. prosince 1046 v italské obci Sutri německým králem, budoucím císařem Svaté říše římské Jindřichem III. Katolická církev tuto událost v seznamu ekumenických koncilů neuvádí.

## Důvod svolání
Synoda byla svolána z důvodu nesrovnalostí, ke kterým došlo při jmenování papeže. Jednotlivé církevní frakce požádaly Jindřicha III. aby rozsoudil znesvářené strany a určil právoplatného papeže. Německý král překročil Alpy v čele velké armády doprovázen řadou světských i církevních představitelů, všemi, kteří mu přísahali věrnost. Jindřich sledoval vlastní zájem, usiloval o titul císaře a potřeboval, aby postavení papeže, jenž ho bude korunovat, bylo nezpochybnitelné. V Římě probíhaly boje mezi šlechtickými frakcemi, z nichž každá prosazovala svého kandidáta na papeže. Jeden z kandidátů byl biskupem v Bazilice Sv. Petra (Basilica di San Pietro in Vaticano), další v Lateránu (Basilica di San Giovanni in Laterano), třetí pak v Bazilice Panny Marie Sněžné (Santa Maria Maggiore) v Římě. Jedním z nich byl Teofylaktus, syn tusculského hraběte, instalovaný na papežský stolec pomocí úplatků jako Benedikt IX; pro nemravný život byl však odvolán. Druhým kandidátem byl Giovanni dei Crescenzi–Ottaviani, jenž Benedikta na papežském trůně vystřídal jako Silvestr III. Třetím byl Řehoř VI., který si titul papeže koupil od odstupujícího Benedikta IX. v dobré víře, že tím ukončí chaos a boje v Římě, a byl také současným papežem. Katolická encyklopedie tvrdí, že toto opatření, které mohlo zničit důvěru v církev, bylo simonické, tedy bylo to svatokupectví. Někteří o vině Řehoře VI. pochybovali, ale způsob získání jeho papežského úřadu nesl všechny aspekty svatokupectví. Bylo to rozhodně považováno za vadu Řehořova charakteru. Každá frakce měla v Římě řadu přívrženců a ovládala část města.

## Setkání v Sutri
Řehoř VI. se rozhodl cestovat naproti králi Jindřichovi III. K setkání došlo v Piacenze. Papež byl německým králem přijat s úctou, jaká příslušela úřadu papeže. Bylo rozhodnuto, že synoda by se měla uskutečnit v Sutri asi 40 km severně od Říma, v dostatečné vzdálenosti od moci jednotlivých římských frakcí. Při slyšení před synodou Řehoř VI. dosvědčil, že v roce 1044 v dobré víře a pro vyřešení situace zakoupil papežský úřad od odstupujícího papeže Benedikta IX. Po odchodu Benedikta z Říma byl biskup Jan ze Sabiny prohlášen papežem jako Silvestr III. Po třech měsících se v roce 1045 se Benedikt, jehož snaha oženit se nebyla úspěšná, vrátil do Říma a obnovil svůj nárok na papežství. Synoda prozkoumala nárok všech tří pontifiků a výsledkem bylo zrušení žádostí všech tří papežů. Silvestr byl zbaven kněžství a odsouzen k doživotnímu pobytu v klášteře. (Nařízení nebylo splněno.) Řehoř rezignoval (jeho slova byla zaznamenána takto: "Já, Řehoř, biskup, služebník služebníků Boží, se tímto rozhoduji, abych byl vyloučen z pontifikátu Svaté římské církve, kvůli obrovské chybě, kterou simonická nečistota proklouzla do mého volebního procesu."). Synoda skončila 23. prosince. Papežství bylo prohlášeno za sedé vacante.
Ve dnech 24. či 25. prosince se Jindřich nejprve obrátil na Adalberta, arcibiskupa z Brém, který nabídku stát se papežem odmítl jako příliš nebezpečnou. Jako dalšího oslovil Jindřich svého osobního zpovědníka, biskupa Suidgera z Bambergu. Suidger se stal novým papežem a přijal jméno Klement II. Zřejmě si ponechal i úřad biskupa v Bambergu, neboť byl pro něho zdrojem financí mimo dosah římských frakcí. Klement II. byl uveden do úřadu 25. prosince 1046.
Jako svůj první papežský akt vložil Klement II. císařskou korunu na hlavu Jindřicha III. a učinil jej císařem Svaté říše římské. Jako římskou královnu a císařovnu Svaté říše římské korunoval i jeho manželku Anežku z Poitou, dceru Viléma V. Akvitánského (uváděnou někdy jako Anežka Akvitánská). Nový císař dostal od Římanů a papeže titul a diadém římského Patricia, neboť od 10. století měl papež právo jmenovat císaře a krále. Během několika desetiletí budou tento zvyk zpochybňovat gregoriánské reformy.
Klement II. zemřel v roce 1047 a Benedikt IX. znovu obnovil svůj nárok na papežský stolec.